# Els cinc continents
Els cinc continents és un ballet en un acte coreografiat per Joan Magriñà i Sanromà, amb música de Joan Guinjoan Gispert i decorats a càrrec d’Agustí Puig i Bosch. Es va estrenar al Gran Teatre del Liceu el febrer del 1969.

## Història
Aquest ballet abstracte evocava la formació dels planetes i els continents. Els ballarins principals de la coreografia van ser Assumpció Aguadé, Àngel Aguadé, Alfons Rovira i Elisabet Bonet.

## Significació
Els cinc continents és un dels ballets de Magrinyà que compta amb alguns dels artistes més avantguardistes dels anys seixanta. D'una banda, Joan Guinjoan (Riudoms, Baix Camp, 1931 – Barcelona, 2019), pianista que just en aquella dècada havia començat a experimentar com a compositor amb la música contemporània i, de l’altra, el pintor Puig Bosch (Barcelona, 1929 – Monells, 1999). Dins de l’obra coreogràfica de Joan Magrinyà, Els cinc continents és un ballet que destaca pel que fa als col·laboradors i la temàtica i la concepció més abstracta.